# Kosmos (Berlin)

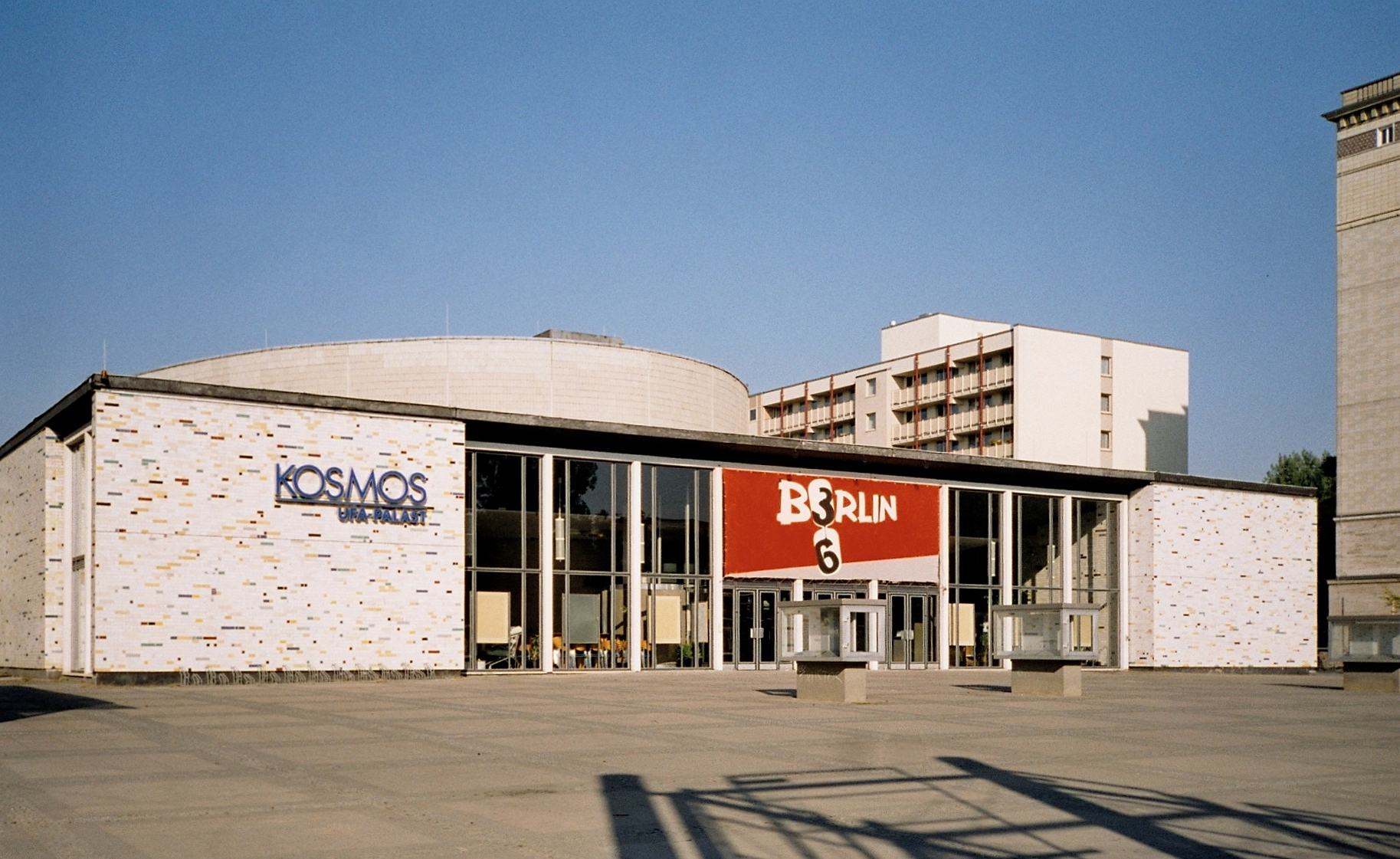
Schrägansicht des Kosmos von der Karl-Marx-Allee aus gesehen

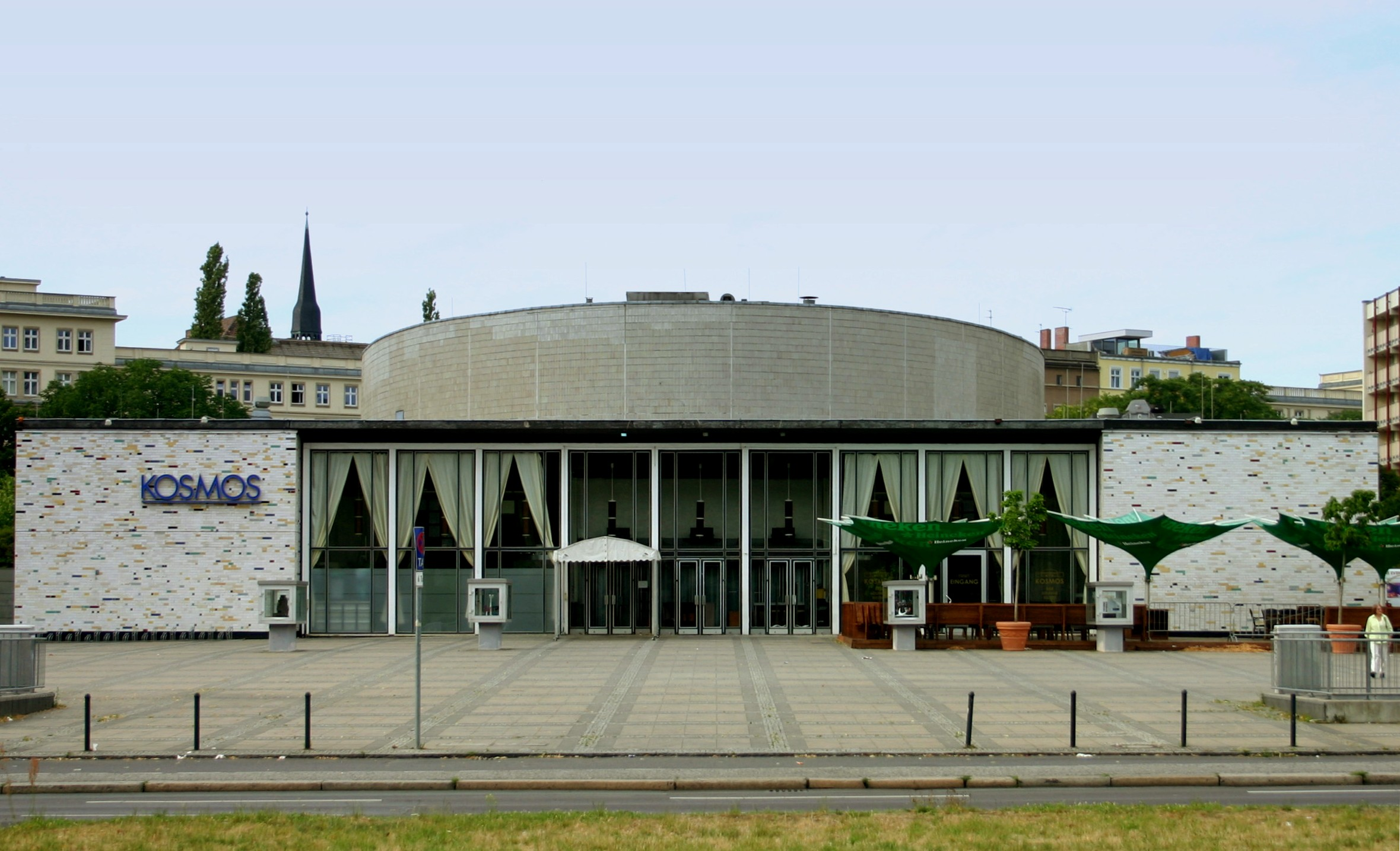
Frontalansicht des Kosmos (2008)

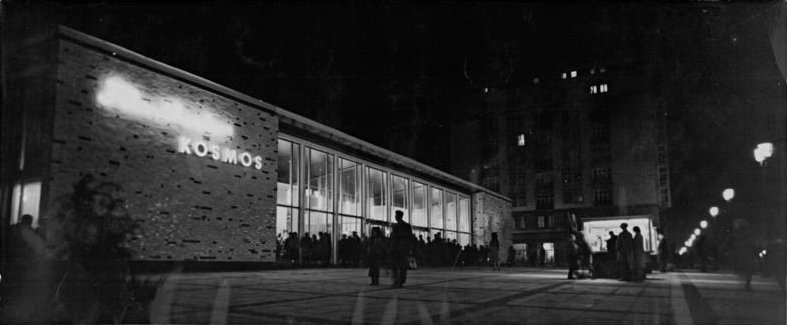
Das Filmtheater Kosmos am Eröffnungstag: 5. Oktober 1962

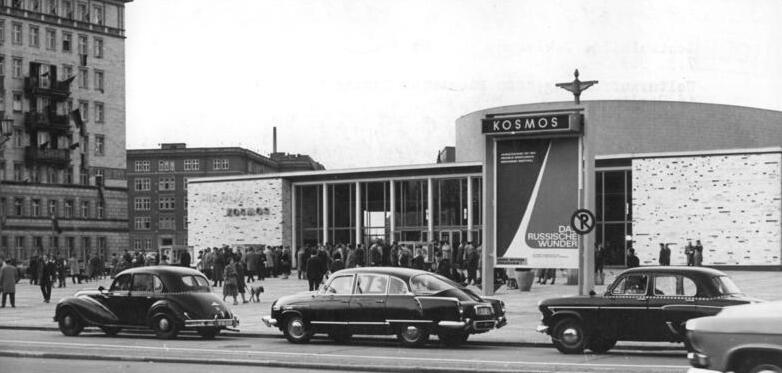
Das Kino am 7. Mai 1963

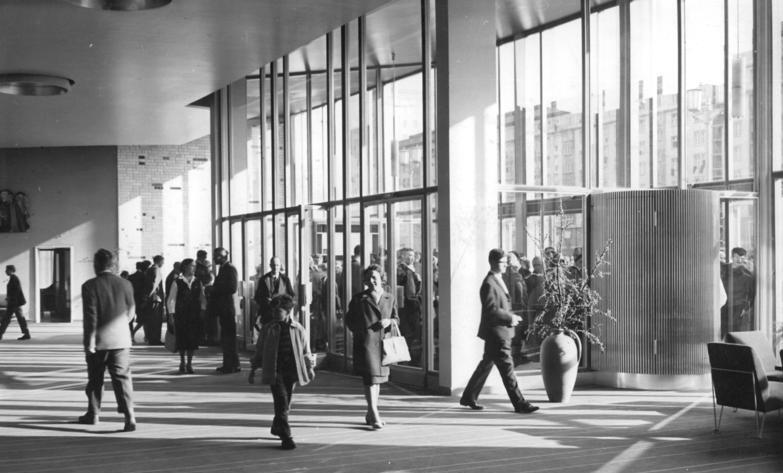
Foyer (1962)

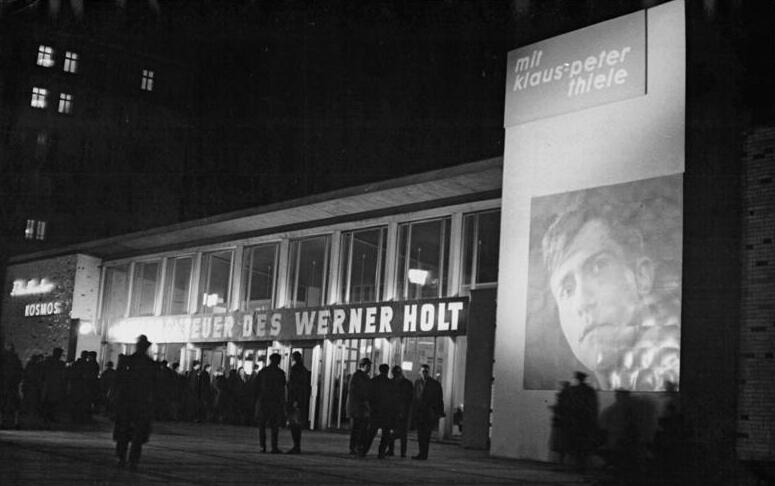
Premiere des Films Die Abenteuer des Werner Holt am 4. Februar 1965

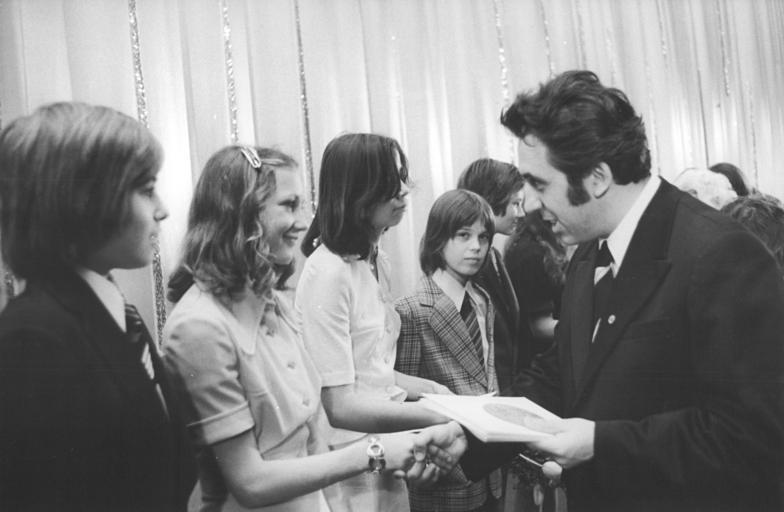
Egon Krenz übergibt im April 1975 im Kino „Kosmos“ Jugendweihe-Urkunden

Das Kosmos war ein Großraumkino an der Karl-Marx-Allee im Berliner Bezirk Friedrichshain-Kreuzberg. Es wurde am 5. Oktober 1962 als Filmtheater Kosmos eingeweiht und war eines der größten Kinos der DDR. Bis 1989 wurde es als Premierenkino genutzt. Nach der Wende übernahm es die UFA, die das Kino 1996 in ein Multiplex-Kino für 3400 Zuschauer umbauen ließ. 2005 wurde der Kinobetrieb im Kosmos durch die UFA eingestellt. Seit 2006 wird das Haus als Veranstaltungszentrum genutzt.

## Planung und Architektur
Das Kino wurde – wie auch das nah gelegene Kino International – 1959 von den Architekten Josef Kaiser und Heinz Aust als Ur- und Erstaufführungskino geplant und 1960–1962 durch den VEB Hochbau Friedrichshain an der Karl-Marx-Allee Nr. 131 gebaut. In seiner Funktion als Kulturbau gehörte der Kinobau zwar von Anfang an zum Plan der Allee, jedoch nicht in der ausgeführten Form des Baukörpers und der Fassadengestaltung, die deutlich von den umliegenden Gebäuden der Karl-Marx-Allee abweicht – diese sind im spät-stalinistischen Zuckerbäckerstil gehalten, während sich der Entwurf des Kosmos mit seinen glatten Fassaden und der Kombination von geraden und geschwungenen Flächen unter der Ausnutzung von Spannbeton mit der zur gleichen Zeit in West-Berlin entstandenen Kongresshalle vergleichen lässt.
Das von Grünanlagen umgebene Kino ist von der Straße dreizehn Meter zurückgesetzt, wodurch das Gebäude aus der Straßenflucht hervorgehoben wird. Der Besucher betritt das Kino durch einen eingeschossigen Vorbau mit Foyer und Nebenräumen, der an der Stirnwand verglast ist und einen rechteckigen Grundriss besitzt. Das Hauptgebäude hat hingegen einen eiförmigen Grundriss, wobei die spitzere Seite zur Allee weist. Die äußere Form nimmt somit die innere Form des Hauptsaales auf, der 1001 Sitzplätze bietet. Die nicht verglasten Außenflächen des Foyers sind mit hellen Platten aus Keramik mit Silikatglasur belegt.

## Kosmos, Filmgeschichte und Sondernutzungen
Das Kino Kosmos diente bis 1989 als Premierenkino der DDR. Zahlreiche DEFA-Filme hatten hier ihre Uraufführung, darunter 1963 der Nachkriegsfilm Karbid und Sauerampfer, 1965 der Antikriegsfilm Die Abenteuer des Werner Holt, 1968 die Becher-Verfilmung Abschied und 1973 einer der erfolgreichsten DEFA-Filme, Die Legende von Paul und Paula, – mit 20 Minuten frenetischem Applaus.
Für die Schüler vieler Berliner Schulen diente der große Kinosaal in den 1970er Jahren auch als Veranstaltungsort von Jugendweihefeiern.

## Heutige Nutzung
Seit März 2006 wird das Haus als Veranstaltungszentrum für Konferenzen, Abendveranstaltungen, Kinosondervorführungen und als Theater genutzt. So fand dort 2006 der Landesparteitag der Berliner SPD statt, auf dem Klaus Wowereit zum Spitzenkandidaten für die Wahlen zum Abgeordnetenhaus nominiert wurde, Tokio Hotel drehten auf dem Dach des Gebäudes das Musikvideo zu ihrem Titel Der letzte Tag, Chris de Burgh trat auf, und der Film Als das Meer verschwand hatte Deutschlandpremiere. 2007 wurde die Landesdelegiertenkonferenz von Bündnis 90/Die Grünen Berlin abgehalten, es gab ein Casting für die ProSieben-Show Popstars, der parteinahe Jugendverband der LINKEN hielt dort seine Gründungskonferenz ab und die Vereinsmitglieder des Fußballklubs 1. FC Union Berlin trafen sich zur Jahresversammlung. 2008 hielt das Bundeswirtschaftsministerium den Gründerkongress Multimedia ab, präsentierte Apple die Post-Production-Software Final Cut Pro und lud die Softwarefirma IDS Scheer ihre Anwender zur Aris Process World 2008 ein.

## Rezeption
Das dritte Album der Band SIND erschien 2022 aufgrund persönlicher Erinnerungen unter dem Titel Kino Kosmos.